# Башкирцева Марія Костянтинівна

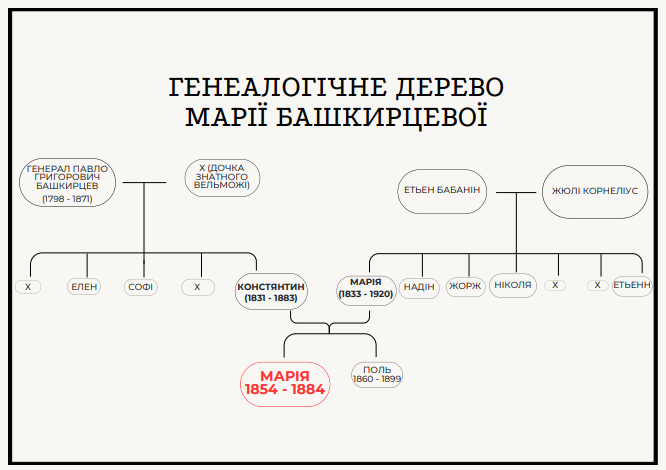

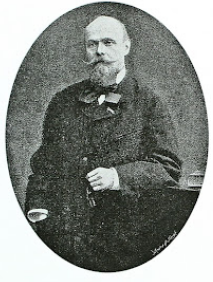
Батько. Костянтин Павлович Башкирцев

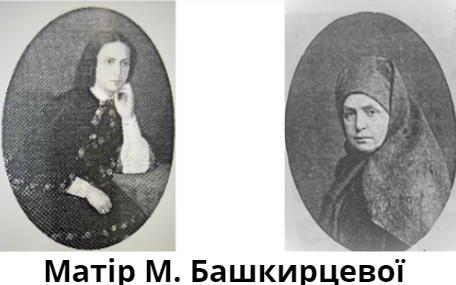

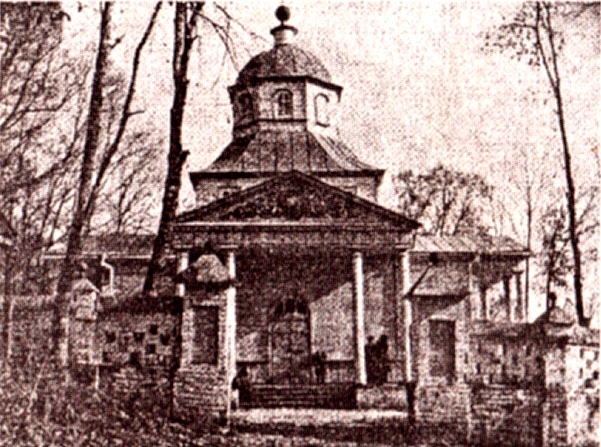
Церква Різдва Іоана Предтечі, де була охрещена Марія

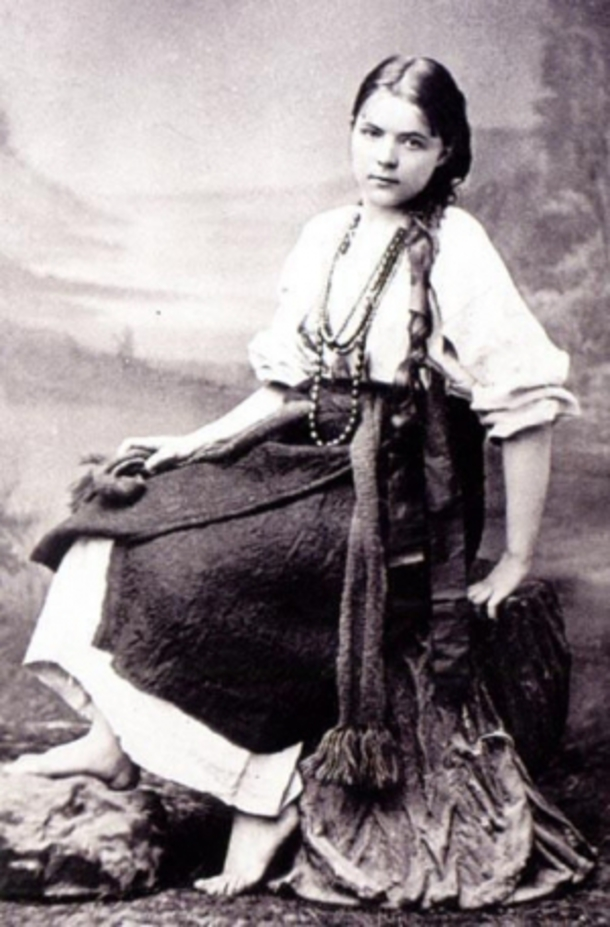
Марія Башкирцева в народному вбранні

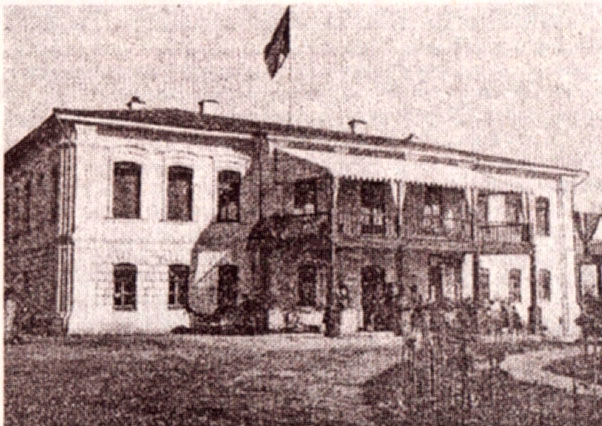
Будинок Башкирцевих у Гавронцях

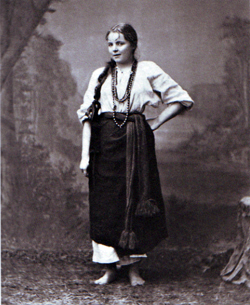
Марія Башкирцева в народному вбранні

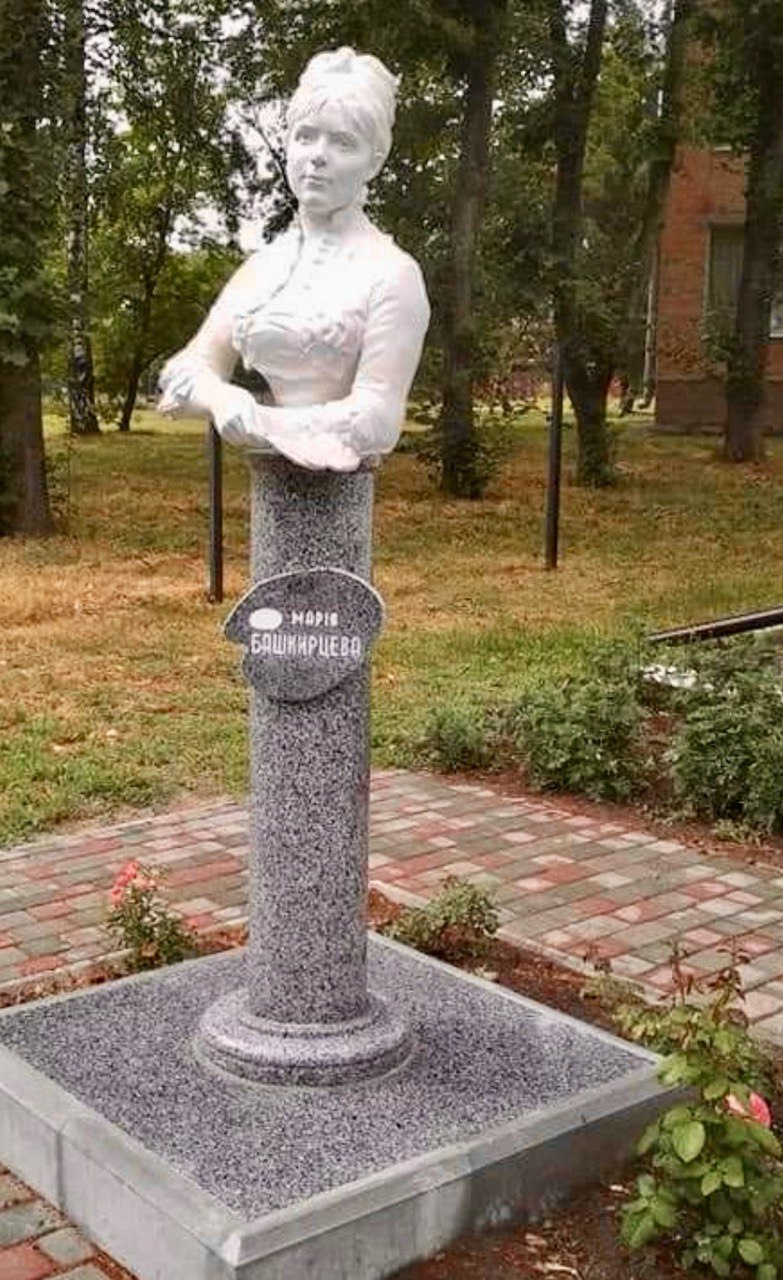
Бюст Марії Башкирцевої в центрі Диканьки

По смерті Марії у Ніцці з’явилась вулиця в її честь

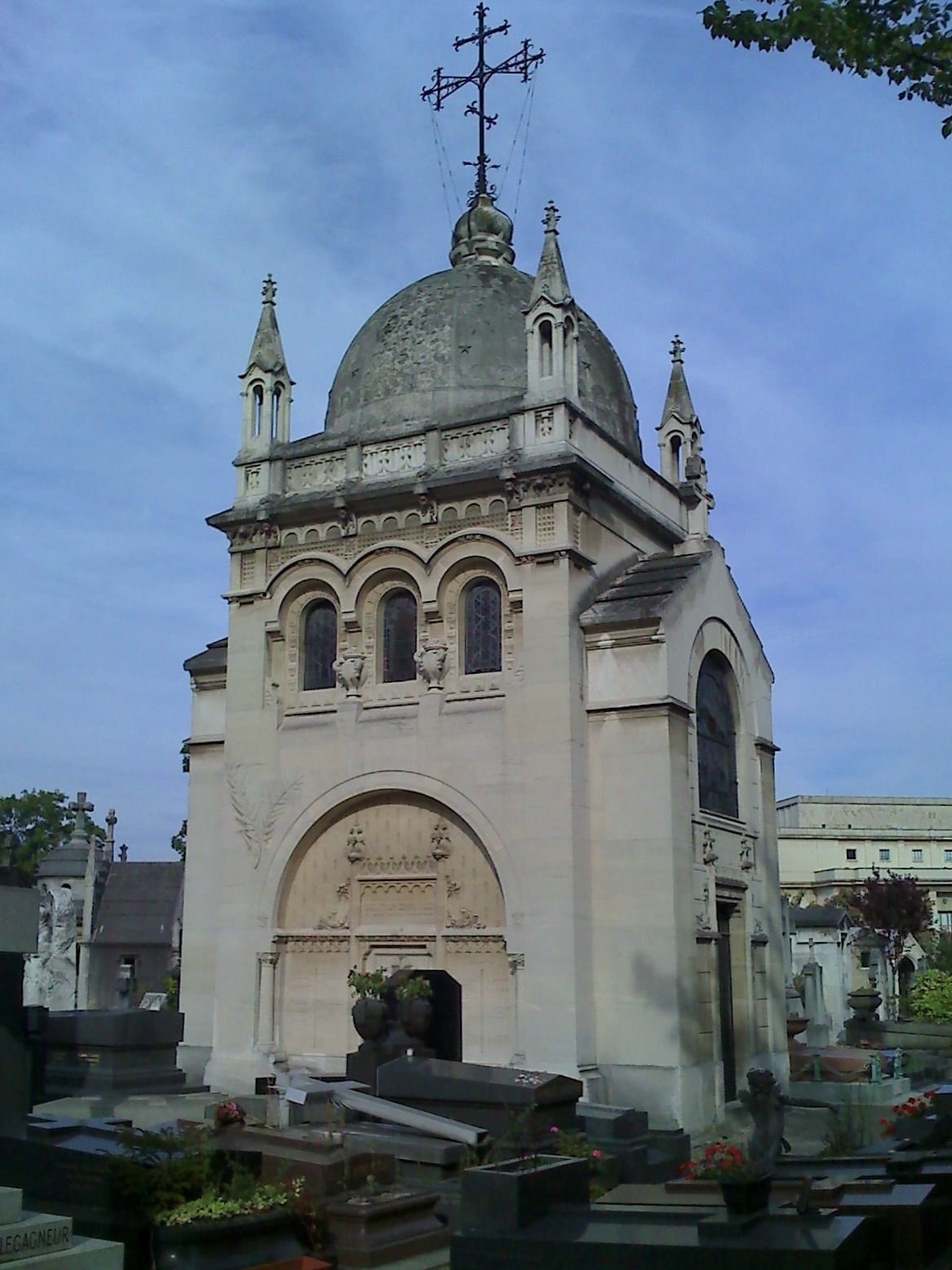
Мавзолей, де похована Марія та деякі її родичі, на цвинтарі Пассі

Марі́я Башки́рцева, (23 листопада 1858, Гавронці, Полтавський повіт, Полтавська губернія — 31 жовтня 1884, Париж) — українська і французька художниця, майстриня жанрового живопису; скульпторка та письменниця: біографка, авторка знаменитого «Щоденника».

## Життєпис
Народилася в українському селі Гавронці Полтавської губернії, Російської імперії.
Мати, Марія Бабаніна, харків'янка, донька полковника — аристократа, бібліофіла, англомана і поціновувача мистецтв.. Батько, Костянтин Башкирцев, — син генерала Павла Башкирцева, учасника війни 1812 року, був великим землевласником та очолював дворянство Полтавської губернії.  
Дитинство пройшло в селі Черняківка, нині Полтавського району, Полтавської області, названому на честь власника села полковника Черняка.
У травні 1870 р. мати Марія Степанівна Бабаніна з дванадцятирічною дочкою та її рідна сестра Надія (Надін) Степанівна Бабаніна з дочкою Діною виїхали за кордон. Вони відвідали Відень, Баден-Баден, Женеву  та у 1872 році  зупинилися у  Ніцці , Франція. Там у 1873 році Марія почала вести щоденник.
Кошти завжди їм дозволяли (200 тис. рублів щорічного доходу), тож родина винаймала найкращі готелі та вілли, відвідувала світські прийоми, знані театри й музеї Західної Європи. Не за віком розумна дівчинка ніяк не вписувалась у чванькуваті канони вищого світу .
Навчалася живопису в паризькій Академії Жуліана.
В останній рік життя Марія дбала про свого важкохворого педагога, ймовірно, єдиного товариша – Жуль Бастьєн-Лепаж
Хворіла на туберкульоз, померла у віці 25 років. Похована в Парижі. Мати Марії Башкирцевої Марія Степанівна перепохована в Парижі, в склепі, який побудувала для своєї померлої дочки. В 1911 році до цього склепу з Ніцци була доставлена труна з тілом пані Башкирцевої. Тіло матері спущено в склеп, де від нині лежать разом дві Марії: мати і донька .

## Кар'єра
Українка за походженням, вона стала визначною постаттю найперше французького мистецтва.
Як художниця формувалась під впливом творчості живописця Ж. Бастьєн-Лепажа.
Талант Башкирцевої помітили одразу. Її роботи завойовували численні медалі та призи на виставках, у захваті від неї були французькі газети та журнали. Творчість Башкирцевої високо цінували Анатоль Франс та Еміль Золя. 1879 на конкурсі творчих робіт удостоєна золотої медалі.
Є майстринею жанрового живопису. Відомі картини: «За книгою», «Молода жінка з букетом бузку», «У студії Жульєна», «Мітинг», серії автопортретів. Світ картин Башкирцевої — це світ паризького передмістя, світ служниць, робітниць, безпритульних дітей та школярів.
Після смерті мисткині деякі її роботи закупили музеї, як-от Люксембурзький, частина робіт залишилась у Луврі. Сьогодні оригінали картин Башкирцевої є рідкістю: більша їх частина загинула під час Другої світової війни.
Крім візуального мистецтва, Башкирцева є авторкою гучно відомого європейській авдиторії «Щоденника» (1873—1884). Так, наприклад, Жульєт Бінош захоплювалась твором і мріяла зіграти Башкирцеву на початку акторської кар'єри.

## Щоденник
Марія почала писати щоденник приблизно з 13 років французькою. Його описують як «разюче сучасний психологічний автопортрет молодого обдарованого розуму в процесі розвитку» [Архівовано 2 серпня 2020 у Wayback Machine.]. Щоденник також містить майже новелістичний опис європейської буржуазії кінця ХІХ століття. Наскрізною темою в щоденнику є глибоке бажання досягти слави, що підсилюється все більшим побоюванням того, що перебіжні хвороби Башкирцевої можуть виявитися туберкульозом. Наприкінці життя, згадуючи свою сімейну історію, вона пише: «Якщо я не помру молодою, я сподіваюся жити як велика художниця; але якщо я помру молодою, я маю намір мати свій щоденник, який не може бути нецікавим, опублікованим».
Щоденник, вперше опублікований у 1887, був другим виданим у Франції щоденником жінки. Публікація миттєво здобула успіх, не в останню чергу через те, що її космополітичний конфесійний стиль був помітним відходом від споглядальних, містичних щоденників письменниці Ежені де Герен, виданих у 1862.
На сторінках твору розкрито глибину розмови з собою людини, яка бажає не втратити жодної хвилини життя. Оповідь відверта та щира, не відкидаючи бажання бути опублікованою.
Щоденник Башкирцевої цікавий вже з перших рядків, у ньому розкрито внутрішній світ людини: діалоги між доброю і злою сторонами, глибину любові.

## Вибрані твори
- Самопортрет, 1880

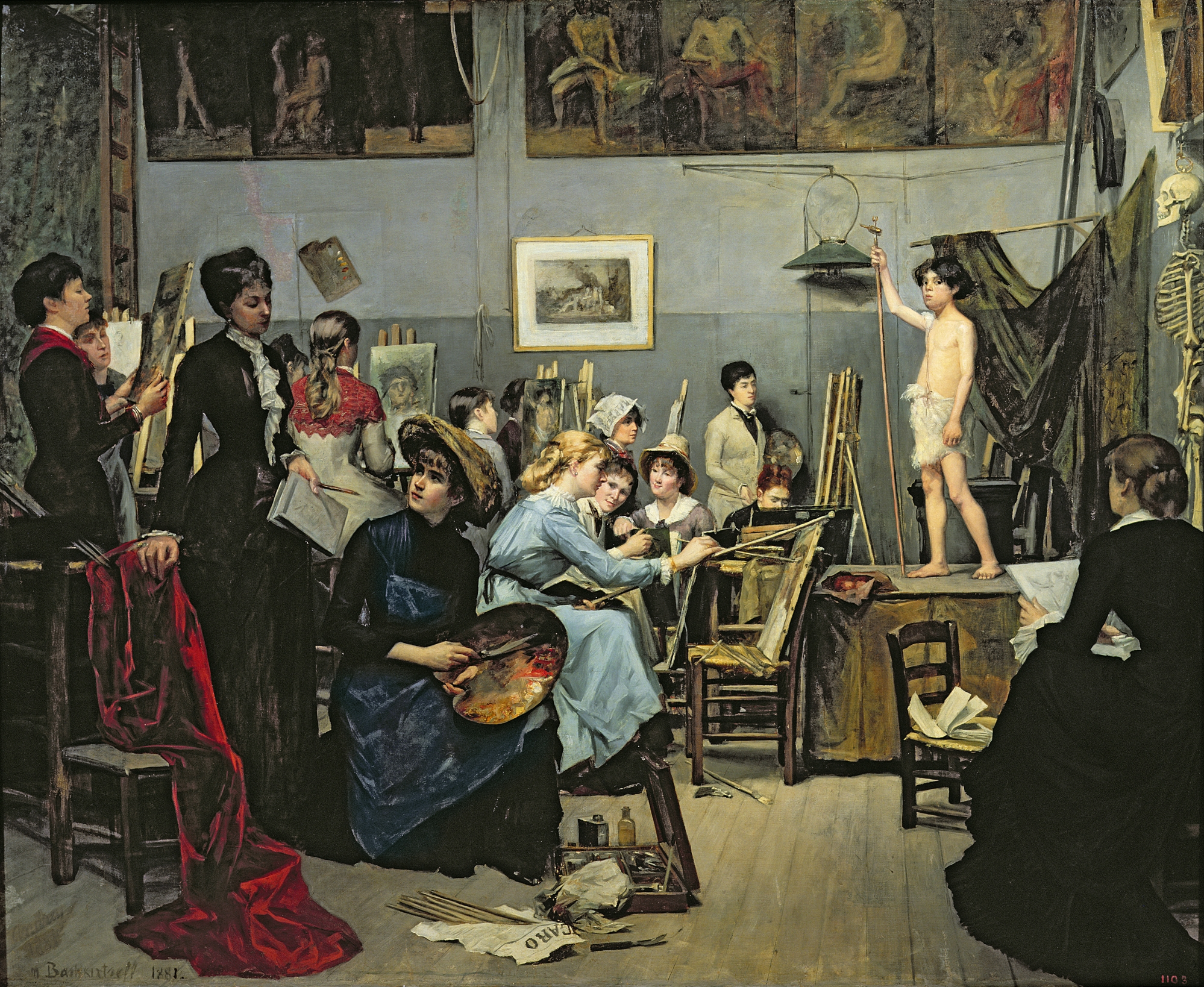
В художній студії Жульєна, Дніпровський художній музей

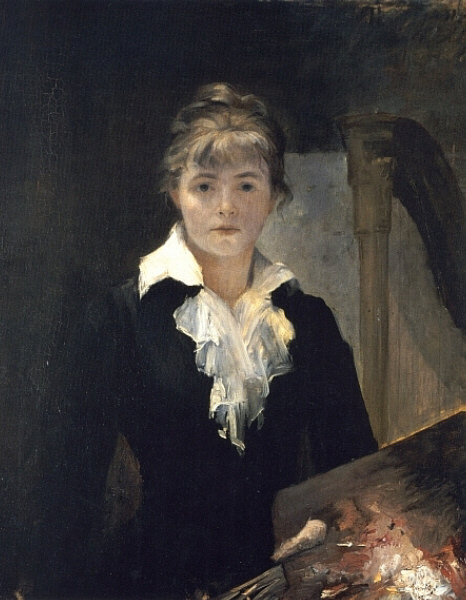
Самопортрет, 1880, приватна збірка

- В художній студії Жульєна (жінки-художниці), 1881
- Молода жінка, 1881
- Молода дівчина з квітами бузку, 1881
- Парасолька від дощу, 1883
- Дитяча посмішка, 1883
- Посмішка дівчини, 1883
- Осінь, 1883
- Весна, 1884
- Мария Башкирцева, «Дневник», М, изд. «Захаров», 2003, 688 с.

## Спадщина
Маєток Башкирцева було продано в 1900 році графу С. Д. Шереметєву.
У 1917–1919 маєток зруйновано, а за роки Другої світової від нього не лишилося й сліду. На час війни у Гавронцях картин Башкирцевої не було.
У 1908 мати Башкирцевої передала до музею Олександра III велику колекцію її робіт (141 роботу, серед яких малюнки, ескізи, полотна, пастелі, скульптурні етюди).
У 1930 з Російського музею в Ленінграді передано в Дніпропетровський музей  дві картини Башкирцевої, а в 1932 році за запитом Наркомосу УРСР Російський музей передав Україні 127 робіт Башкирцевої. У Російському музеї залишилося 8 живописних полотен і 13 малюнків.
Під час евакуації Харківської картинної галереї безслідно зникли 66 полотен Башкирцевої. Сьогодні в музеях Україні є тільки три її картини, що зберігаються в Харкові, Дніпрі та Сумах.
У 1980-х у Російській національній бібліотеці виявили оригінальний текст щоденника, який раніше вважали втраченим. У ході його вивчення виявили, що більша частина щоденника Башкирцевої невідома публіці, а вже опублікована частина містить ряд лакун і явних спотворень (у тому числі і рік народження художниці), внесених сім'єю, яка не бажала розголошення сімейних таємниць.
Нині йде публікація повного тексту щоденника французькою. В 2012 зроблено англійський переклад (перша частина під назвою «I Am the Most Interesting Book of All», друга частина  — «Lust for Glory»). Повне видання по-новому розкриває особистість Башкирцевої, а також висвітлює життя епохи.
Оригінальні роботи Башкирцевої нині є рідкістю з огляду на те, що більша їх частина загинула під час Другої світової війни.
Український літературознавець Михайло Слабошпицький видав роман «Марія Башкирцева», перекладений російською та французькою.
Велике дослідження особистості Башкирцевої зробив письменник Олександр Александров. Підсумком його роботи стала книга «Справжнє життя мадемуазель Башкирцевої».
Повість «Променад з мадемуазель Марі» після подорожі до Ніцци, де Башкирцева відвідувала уроки живопису і почала вести щоденник, написав письменник Олександр Балабко. Він також автор п'єси на дві дії «Сон Марії Башкирцевої».

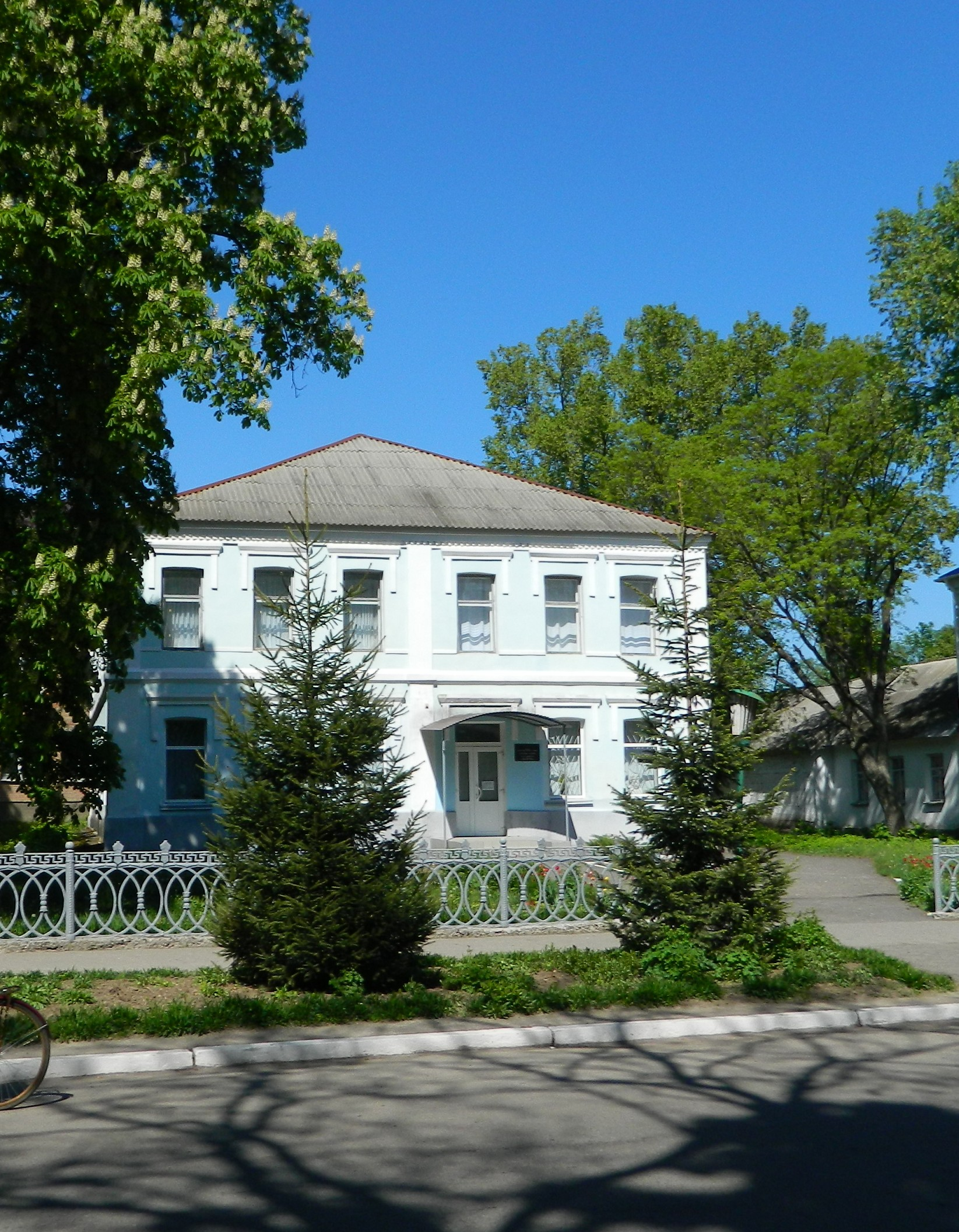
Картинна галерея ім. М. К. Башкирцевої у Диканьці

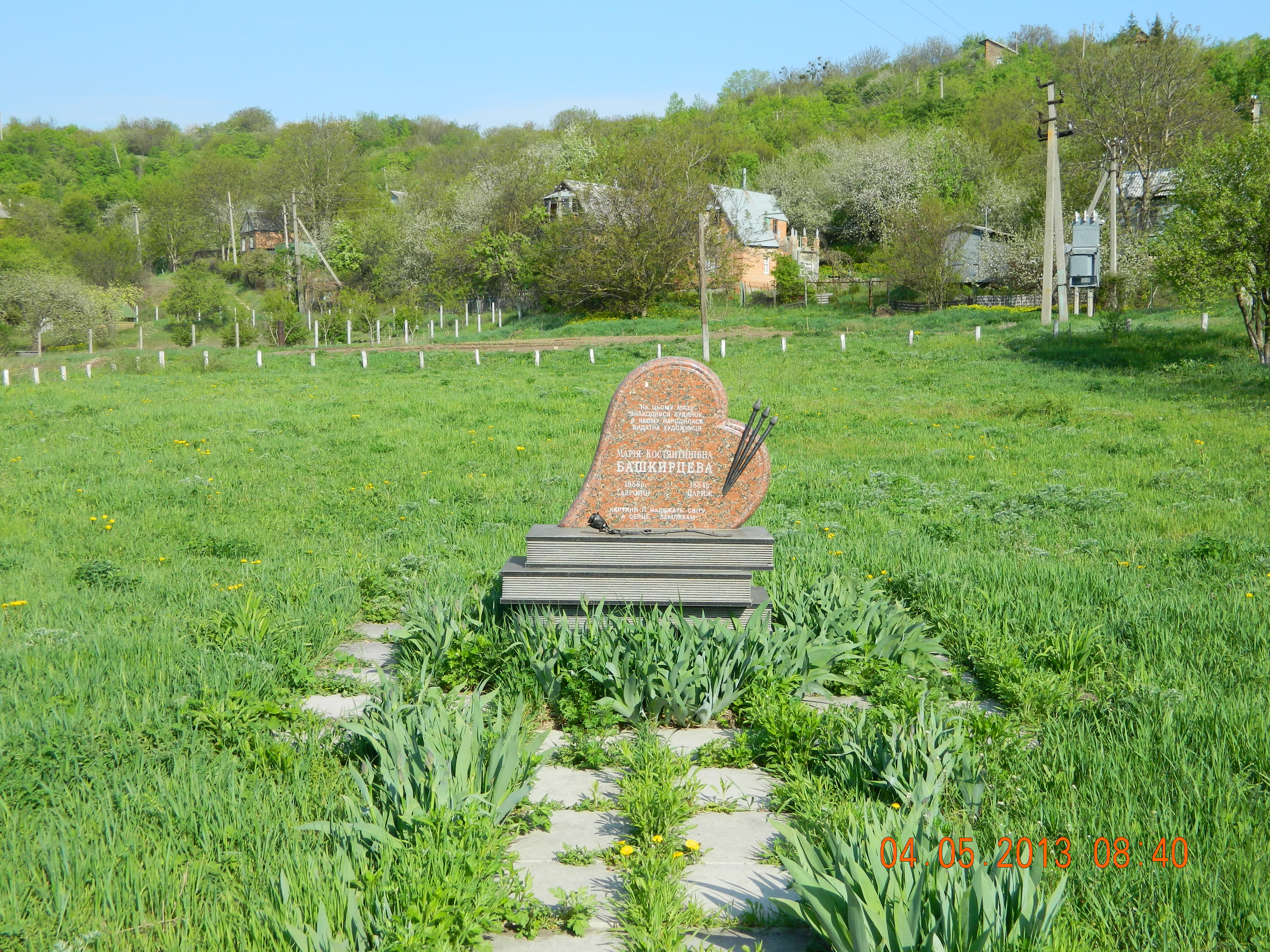
Пам'ятний знак на честь Марії Башкирцевої у Гавронцях: «Картини її належать світу, а серце — землякам»

## Пам'ять
Посмертна виставка картин Башкирцевої відбулася в Парижі (1885).
Твори зберігаються в музеях Франції, Нідерландах, США, РФ та України.
У Люксембурзькому палаці в Парижі біля символічної скульптури «Безсмертя», де викарбувані імена видатних французьких діячів, є ім'я Марії Башкирцевої.
У селі Черняківка створено музей Башкирцевої та названо галявину Маріїною долиною, де щороку на День молоді проводять масові гуляння з виставками художніх творів.
Картинна галерея у Диканьці носить ім'я М. К. Башкирцевої. На честь М. Башкирцевої було перейменовано одну з вулиць Диканьки. В центрі Диканьки є погруддя Марії Башкирцевої, якраз біля галереї її імені.
По смерті Марії у Ніцці є вулиця Марії Башкирцевої
В Сумах існує провулок Марії Башкирцевої.
На Венері названо кратер на честь Башкирцевої.
У містах Полтава, Горішні Плавні є вулиця Марії Башкирцевої.